# 고미야정
고미야정(小宮町)은 도쿄부의 남서부, 미나미타마군에 속했던 촌이다.

## 역사
- 1889년 4월 1일 - 정촌제 시행에 의해 가나가와현 미나미타마군 고미야촌이 성립하였다.
- 1893년 4월 1일 - 미나미타마군이, 기타타마군, 니시타마군과 함께 도쿄부에 편입되었다.
- 1934년 10월 1일 - 정으로 승격해 고미야정이 되었다.
- 1941년 10월 1일 - 하치오지시에 편입되었다.
- 1943년 7월 1일 - 도쿄도로 승격되었다.

## 교통

### 철도
- 일본국유철도 하치코선

소멸 후, 1959년에 이르러서야 구 시가지 내에 기타하치오지역이 설치되었다.